# التهاب الغدة الدرقية لهاشيموتو
التهاب الدرقية لهاشيموتو (بالإنجليزية: Hashimoto's thyroiditis) (أو التهاب الغدة الدرقية المزمن) هو مرض مناعي ذاتي في الغدة الدرقية، يتم فيه إنتاج اجسام مضادة لخلايا الغدة الدرقية وهو من أكثر الاسباب شيوعا لقصور الدرقية المزمن (نقص الهرمونات التي تفرزها الغدة الدرقية مثل الثيروكسين). ويعد التهاب الدرقية الهاشيموتي أكثر شيوعا عند الإناث، أول من اكتشفه هو الاخصائي الياباني هاكارو هاشيموتو بعام 1912، فيعتبر هذا المرض أول مرض مناعي ذاتي تم اكتشافه.

## الأعراض والعلامات
هناك العديد من الأعراض المصاحبة لالتهاب الدرقيّة المنسوب لهاشيموتو، ولكن أكثرها شيوعًا: التعب، اكتساب الوزن، الشحوب، الوجه المنتفخ، الإحساس بالبرد، الآم العضلات والمفاصل، الإمساك، جفاف الشعر، زيادة دمّ الحيض أو عدم انتظام الدورة الشهريّة عند النساء، الإحباط، حالات الهلع، بطئ نبضات القلب، ومشاكل في الحمل أوفي المحافظة على الحمل بالنسبة للنساء، ونسبة حصول التهاب الدرقيّة المنسوب لهاشيموتو في النساء أكثر بسبع مرات منه في الرجال، ويمكن أن يصيب الفتيات اللواتي هنّ في العقد الثاني من عمرهنّ ولكنّه في الأغلب يحدث في منتصف العمر خصوصًا عند الرجال.
والمرضى المصابون بمرض التهاب الدرقية المنسوب لهاشيموتو غالبًا يكون لديهم تاريخ لأمراض الغدّة الدرقيّة وأمراض المناعة الذاتيّة في عائلاتهم، وبعض المرضى المصابين بالتهاب الدرقيّة المنسوب لهاشيموتو يعانون من أمراضٍ أخرى من أمراض المناعة الذاتية.
الغدّة الدرقيّة من الممكن أن تصبح ثابتة وكبيرة، ومفصصة في مرضى التهاب الدرقيّة المنسوب لهاشيموتو، ولكن هذه التغيّرات ممكن أن تكون غير موجودة، وهذا التضخم في الغدّة الدرقيّة هو بسبب الارتشاح اللمفاوي والتليف، وليس بسبب تضخّم خلايا الغدّة.
فيزيولوجيًا، تقوم الأجسام المضادّة لأنزيم بيروكسيداز بتدمير جريبات الغدة الدرقية وعليه فإنّه يمكن تشخيص المرض عن طريق رصد هذه الأجسام المضادّة في الدمّ.
ويتميّز هذا المرض أيضًا بغزو كريات الدمّ البيضاء لنسيج الغدّة الدرقيّة، خاصّةً الخلايا التائية. ونادرًا ما يتطوّر المرض إلى ورم لمفيّ من النوع الخلويّ ب (non Hodgkin lymphoma)

## عوامل الاختطار
التاريخ العائليّ لاعتلالات الغدّة الدرقيّة، وأكثرها يصاحب الجين (HLA-DR5) وفيه الاختطار النسبيّ يصل إلى ثلاثة أضعاف في المملكة المتحدة.
إضافةً إلى ذلك فإنّ التهاب الدرقيّة المنسوب لهاشيموتو يصاحب تعدّد أشكال الجين (مستضدات اللمفاويّة التائيّة السامّة للخلايا )، وتعدّد أشكال هذا الجين يؤدّي إلى تقليل نواتجه، ممّا يؤدّي إلى ارتجاع سلبيّ على نشاط اللمفاويّات التائيّة.
كما أنّ تعدّد أشكال الجين (مستضدات اللمفاويّة التائيّة السامّة للخلايا ) يرافق أيضًا النوع الأول من مرض السكري.
هذا الدور القويّ للجينات تؤكّده النسبة العالية من التشابه في مستوى الأجسام المضادّة للغدّة الدرقيّة في توأم من زيجوت واحد مقارنة بتوأم من زيجوتين مختلفين.
الأخطار البيئية التي يمكن تجنّبها تشمل: كميّة اليود الكبيرة، نقص السيلينيوم، بعض الأمراض الجرثوميّة وبعض الأدويّة، ممّا يؤدّي إلى تحفيز نشوء المرض في الأفراد المهيئين جينيًا.
الجينات التي يُعتقد أنّها تساهم في نشوء المرض تختلف من عرقٍ لآخر، ولكن الاحتماليّة تزيد مع الاضطرابات الصبغيّة الموجودة في متلازمة تيرنر، ومتلازمة داون، ومتلازمة كلينفلتر التي يصاحبها أجسام مضادّة للغلوبيولن الدرقي.
وهذا الانخفاض في أعداد الخلايا يؤدّي إلى نقصٍ أكبر في إفرازات الغدّة الدرقيّة (T4, T3)، وارتفاع في الهرمون المحفّز للغدّة (TSH)، كما أنّ الدراسات الحديثة تقترح دورًا محتملًا hhv-6 =>variant A)) في نموّ أو تحفيزالتهاب الغدّة الدرقيّة لهاشيموتو.

## الفيزيولوجيا المرضيّة
هناك عدّة نظريّات مُقترَحة لتفسير نشوء المرض وحدوثه، وهناك عدّة أجسام مضادة ذاتيّة يُحتمَل وجودها ضدّ الغلوبيولن الدرقيّ أو بيروكسيدازالدرقيّة أو مستقبلات الغدّة الدرقيّة، على الرغم من عدم وجود هذه الأجسام المضادّة في نسبة قليلة من المرضى، كما أنّ بعض الناس تتواجد لديهم هذه الأجسام المضادة دون أن يصابوا بالمرض.
بالرغم من ذلك، إنّ الخلايا اللمفاويّة السامّة للخلايا المعتمدة على الأجسام المضادّة تشكّل جزءًا أساسيًّا خلف موت خلايا الغدّة الدرقيّة الموجود في مرض التهاب الدرقيّة المنسوب لهاشيموتو.
تفعيل الخلايا التائيّة السامّة للخلايا يتمّ عن طريق الخلايا التائيّة المساعدة، ممّا يؤدّي إلى تدمير خلايا الغدّة الدرقيّة
كما يحدث في تفاعلات فرط التحسس من النوع الرابع، فإنّ الخلايا التائيّة المساعدة تقوم بانتداب البلاعم إلى الغدّة الدرقيّة.
التغيّرات الشكلية المعاينة للغدّة الدرقيّة تشمل تضخّم الغدّة الدرقيّة والذي يكون عادةً موضعيّ في جزء محدّد من الغدّة وغير منتظم بخلاف ما يحدث في فرط الغدّة الدرقيّة حيث تكون الغدّة الدرقيّة متضخّمة كليًّا بصورةٍ منتظمة
وإذا كان الغشاء المحيط بالغدّة سليمًا، فإنّه من الممكن أخذ عينة من الغدّة ومعرفة مستوى الدمار في الغدّة.
نسيجيًّا، يُشاهد غزو الخلايا اللمفاويّة لمتن الغدّة الدرقيّة، خصيصًا الخلايا البائية والتي عادةً تُشاهد على شكل جريبات لمفاويّة.
ضمور الغدّة الدرقيّة الشديد يرافقه عادةً وجود أشرطة ليفيّة التي تبقى عادةً خلال الغشاء المحيط بالغدّة الدرقيّة.

## التشخيص

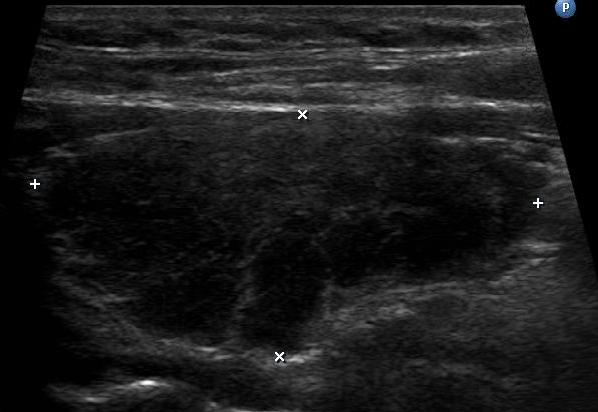
صورة فوق صوتية للغدة الدرقية (الفلقة اليمنى) لمريض بالتهاب الغدة الدرقية لهاشيموتو

التشخيص عادةً يتمّ من خلال تحديد ارتفاع مستوى الأجسام المضادّة لبيروكسيداز الغدّة الدرقيّة في مصل المريض
الأعراض غير الخاصّة الموجودة في مرضى التهاب الدرقيّة المنسوب لهاشيموتو يمكن أن تؤدّي إلى تشخيص خاطئ كأنْ تُشخّص بمرض الإحباط أومتلازمة التعب العام أو اضطراب دوريّة المزاج.
في الفحص العياني نلاحظ عادةً وجود انتفاخ قاسي في الرقبة مؤلم عند اللمس والفحص لمستوى الهرمون المحفّز للدرقيّة، وهرمونات الغدّة الدرقية (T3,T4)، والأجسام المضادّة للغلوبين الدرقيّ، والأجسام المضادّة لبيروكسيداز الدرقيّة، والأجسام المضادّة للميكروسومات، ممكن أن يساهم في تشخيص دقيق.
التقييم المبكّر للمريض يمكن أن يبرز ارتفاع مستوى الغلوبيولين الدرقيّ بسبب التسمم الدرقي المؤقت؛ وذلك لأنّ التهاب الدرقيّة يسبّب اختلالًا في غلاف الجريبات الدرقيّة التي تخزّن الغلوبيولين الدرقيّ، أمّا الهرمون المحفّز للدرقيّة فيزيد إفرازه من الغدّة النخاميّة في محاولة لتعويض نقص هرمونات الغدّة الدرقيّة (T4).
ويُعتقَد أنّ تعرّض الجسم لكميّات كبيرة من أنزيمات الدرقيّة المخزّنة سابقًا يؤدّي إلى تفاقم كسر التحمّل، ممّا يؤدي غلى تفاقم الأعراض لاحقًا.
ارتشاح الخلايا اللمفاويّة للأنسجة المرافقة لخلايا الغدّة الدرقيّة يؤدّي إلى وجود تغيير مهمّ نسيجيًّا وهو مركز منتش في العقدّة اللمفاويّة.
أحيانًا يمكن أن يظهر مرض التهاب الدرقيّة المنسوب لهاشيموتو على شكل الهوس وهذا ما يُسمّى متلازمة براسادا، نسبةً لعالم النفس أشوك براسادا الذي كان الأول في وصفها.

## العلاج

### معالجة مستوى الهرمونات
نقص هرمونات الدرقيّة الموجود في مرض التهاب الدرقيّة المنسوب لهاشيموتو يمكن علاجه بتزويد المريض بهذه الهرمونات مثل ليفوثايروكسين، تريأيودوثايرونين أو خلاصة الغدة الدرقية، فإنّ أخذ قرص واحد يوميًا يمكن أن يعوّض نقص مستوى هرمونات الدرقيّة، وفي أغلب الحالات يجب أخذ هذه الهرمونات لبقيّة حياة المريض.
في حالة نقص هرمونات الدرقيّة الناتجة عن مرض التهاب الدرقيّة المنسوب لهاشيموتو فإنّه يُوصى بالمحافظة على مستوى الهرمون المحفّز للدرقيّة أقل من 3 .

### العلاجبالسيلينيوم
على الرغم من أنّ إرشادات المعالجة لنقص هرمونات الدرقيّة في البالغين لا توُصي باستخدامه ، إلّا أنّ دراسة أُجريَت على 46 مريض استخدموا 80 ميكروغرام من السيلينيوم يوميًا مّدة سنة كاملة، نتج عنها تباطؤ تطوّر علامات عديدة للمرض.
دراسة أخرى أُجريَت قارنت بين استخدام 100 مليغرام وبين استخدام 200 مليغرام من السيلينيوم والليفوثايروكسين على 88 مريضة لمدّة 9 شهور وجدت أنّ استخدام 200 مليغرام كان أكثر فاعليّة.
مراجعة مجموعة الدراسات في عام 2013 وجد أنّه لا يوجد بعد دليل علمي قويّ لدعم أو دحض فعاليّة استخدام اللسيلينيوم في علاج مرض التهاب الدرقيّة المنسوب لهاشيموتو، والموضوع بحاجة لمزيد من البحث.
كمكّمل غذائيّ نصحت إدارة الأغذيّة والأدويّة بأخذ 55 مليغرام على الأقلّ في اليوم من السيلينيوم للبالغين مع حدّ  أعلى مقبول ك 400 ميغرام

### العلاج بالليزر منخفض المستوى
استنادًا لدراسة نُشرَت عام 2013 تظهر فاعليّة المعالجة بالليزر منخفض المستوى في المرحلة الثانية من التجربة السريريَة في تحسّن وظائف الدرقيّة.

### العلاج باستخدام نظام غذائيّ خالٍ منالغلوتين
هناك دراسة تمهيديّة اقترحت وجود علاقة بين مرض التهاب الدرقيّة المنسوب لهاشيموتو مع الداء البطنيّ
وعلى الرغم من عدم وجود اكتشاف دقيق ولكن يوجد بعض التقارير التي تشير إلى أنّ استخدام نظام غذائيّ خالٍ من الغلوتين ممكن أن يقلّل من استجابة المناعة الذاتيّة المسؤولة عن ضمور الدرقيّة.

## مآل المرض ومصيره
الأعراض الناتجة عن نقص هرمونات الدرقيّة هي أكثر المضاعفات الناتجة عن مرض التهاب الدرقيّة المنسوب لهاشيموتو، مع وجود 5% من المرضى يعانون من نقصٍ في هرمونات الدرقيّة غير المشاهدة سريريًا والتهاب الدرقية ذاتي المناعة والذي ينتج عنه فشل الغدّة الدرقيّة كلّ سنةٍ.
أحيانًا تكون هناك حالة مؤقتة من تسمّم الغدّة الدرقيّة الناتج عن النشاط الزائد المؤقّت للغدّة، والذي نادرًا ما يتطوّر إلى مرض جرافز.
يوجد حالات نادرة لتليّف الدرقيّة الناتج عن التهاب الدرقيّة ذاتيّ المناعة والذي ينتج عنه ضيق شديد للنفس، وصعوبة في البلع، ولكن هذه الأعراض غالبًا ما تتحسن مع الجراحة أو الكورتيكوستيرويد.
في أقلّ من حالة من 1000 مريض ينتج ورمًا لمفيًّا من نوع الخلايا ب، وتزيد فرصة حدوثه مع زيادة التعرّض للمرض.

## أماكن انتشار المرض
يُعتَبر مرض التهاب الدرقيّة المنسوب لهاشيموتو السبب الأول لنقص هرمونات الدرقيّة في شمال أمريكا وحوالي 1 إلى 1.5 من بين 1000 شخص مصاب بهذا المرض، ونسبة حدوث المرض في النساء تفوق نسبة حدوثه في الرجال بثمانية إلى خمسة عشر ضعفًا، وهذا المرض يحدث في جميع الأعمار ولكنّه غالبًا ما يحدث في النساء بين عمر 30 إلى 60 سنة  وينتشر المرض أكثر في المناطق التي يكثر اليود في طعامها وفي الأفراد المهيئين جينيًا.

## تاريخ المرض
سُمي باسم مرض التهاب الدرقيّة المنسوب لهاشيموتو بعد اكتشافه من قبل الطبيب الياباني هاكارو هاشيموتو (1881-1934) في جامعة كيوشو، والذي نشره في ألمانيا عام 1912. التقرير الذي قدّمه أشار إلى نقص هرمونات الدرقيّة في المناطق التي يقلّ وجود اليود فيها في الدول المتقدمة.

## الحمل
قد تكون النساء الحوامل المصابات بالتهاب الغدة الدرقية لهشيموتو قد قللن من وظيفة الغدة الدرقية أو قد تفشل الغدة تمامًا. إذا كانت المرأة مصابة بـ TPOAb ، فيمكن للأطباء إخبارها بالمخاطر التي تتعرض لها هي ورضيعها إذا لم يتم علاج المرض. «تم الكشف عن الأجسام المضادة لبيروكسيداز الغدة الدرقية (TPOAb) في 10٪ من النساء الحوامل»، مما يعرض مخاطر لحالات الحمل تلك. النساء اللواتي يعانين من انخفاض في وظائف الغدة الدرقية غير مستقرة معرضات بشكل أكبر لخطر إنجاب طفل يعاني من: انخفاض الوزن عند الولادة، وضيق التنفس عند الأطفال حديثي الولادة، واستسقاء الرأس، وإحليل تحتاني، والإجهاض، والولادة المبكرة. يتم تحسين معدل زرع الأجنة ونتائج الحمل الناجحة عندما يتم علاج هاشيموتو. التوصيات هي علاج النساء الحوامل فقط إذا كن إيجابيات TPOAb طوال فترة الحمل وفحص جميع النساء الحوامل لمعرفة مستويات الغدة الدرقية. إن التعاون الوثيق بين اختصاصي الغدد الصماء وأخصائي التوليد يفيد المرأة والرضيع. توصي جمعية الغدد الصماء بإجراء فحص على النساء الحوامل اللائي يعتبرن معرضات لخطر الإصابة بأمراض المناعة الذاتية للغدة الدرقية.
يوصى باختبار الأجسام المضادة لبيروكسيدات الغدة الدرقية للنساء اللاتي سبق أن حملن بغض النظر عن نتيجة الحمل. "[P] الحمل السابق يلعب دورًا رئيسيًا في تطور قصور الغدة الدرقية المناعي الذاتي لدى النساء في فترة ما قبل انقطاع الطمث، ويجب أخذ عدد حالات الحمل السابقة في الاعتبار عند تقييم خطر الإصابة بقصور الغدة الدرقية لدى النساء الشابات.
التغيرات الهرمونية والتعبير عن الأرومة الغاذية للجزيئات الرئيسية المعدلة للمناعة تؤدي إلى كبت المناعة وتحمل الجنين. اللاعبون الرئيسيون في تنظيم الاستجابة المناعية هم Tregs. يتم إضعاف كل من الاستجابات المناعية الخلطية والخلطية، مما يؤدي إلى التحمل المناعي وقمع المناعة الذاتية. تم الإبلاغ عن أنه خلال فترة الحمل، تنخفض مستويات بيروكسيداز الغدة الدرقية والأجسام المضادة للثيروجلوبولين. بعد الولادة، تنخفض تريجس بسرعة وتستعيد الاستجابات المناعية. قد يؤدي إلى حدوث مرض الغدة الدرقية المناعي الذاتي أو تفاقمه. في ما يصل إلى 50٪ من الإناث المصابات بأجسام مضادة لبيروكسيداز الغدة الدرقية في بداية الحمل، تتفاقم المناعة الذاتية للغدة الدرقية في فترة ما بعد الولادة على شكل التهاب الغدة الدرقية التالي للوضع. تم الإبلاغ عن زيادة إفراز IFN-γ و IL-4، وانخفاض تركيز الكورتيزول في البلازما أثناء الحمل في الإناث المصابات بالتهاب الغدة الدرقية بعد الولادة مقارنة بالإناث الأصحاء. ويشير إلى أن ضعف كبت المناعة أثناء الحمل يمكن أن يساهم في ضعف الغدة الدرقية بعد الولادة.

### الخيمرية الدقيقة الجنينية
بعد عدة سنوات من الولادة، يمكن الكشف عن الخلايا الذكرية الكيميرية في الدم المحيطي للأم أو الغدة الدرقية أو الرئة أو الجلد أو العقد الليمفاوية. قد يتم تنشيط الخلايا المناعية للجنين في الغدة الدرقية للأم وتعمل كمحفز قد يبدأ أو يبالغ في مرض الغدة الدرقية المناعي الذاتي. في مرضى هاشيموتو، تم اكتشاف خلايا خيمرية دقيقة في الغدة الدرقية بأعداد أعلى بكثير من الإناث الأصحاء.

## وصلات خارجية
- Autoimmune Thyroid Disease For details about Autoimmune Thyroid Disease
- Hashimoto's disease at the عيادة مايو
- Sasaki، N؛ Takahashi، A؛ Nakano، N؛ Saito، T (2001). "A case of 'hallucination of soliloquy' with hypothyroidism induced Hashimoto disease. Meaning of psychopathological research about symptomatic psychosis". Seishin shinkeigaku zasshi. ج. 103 ع. 2: 185–96. PMID:11326441.
- Hall، Richard C.W.؛ Popkin، Michael K.؛ Devaul، Richard؛ Hall، Anne K.؛ Gardner، Earl R.؛ Beresford، Thomas P. (أبريل 1986). "Psychiatric manifestations of Hashimoto's thyroiditis" (PDF). Psychosomatics. ج. 23 ع. 4: 337–42. DOI:10.1016/S0033-3182(82)73397-3. PMID:6896238. مؤرشف من الأصل (PDF) في 2011-08-20.